# Торсіонна підвіска

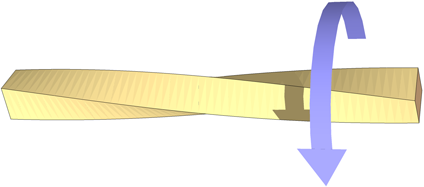
Торсіон у здеформованому стані

Торсіо́нна підві́ска — підвіска транспортного засобу, пружними елементами якої є торсіони (пружні стрижні, що працюють на кручення).
У транспортних засобах знайшли застосування стрижневі торсіони круглого або квадратного перерізу, рідше пластинчасті — набрані з певного числа пластин пружинної сталі, що сумісно працюють на закручування.

## Торсіони в автомобільних підвісках

### Стабілізатори поперечної стійкості

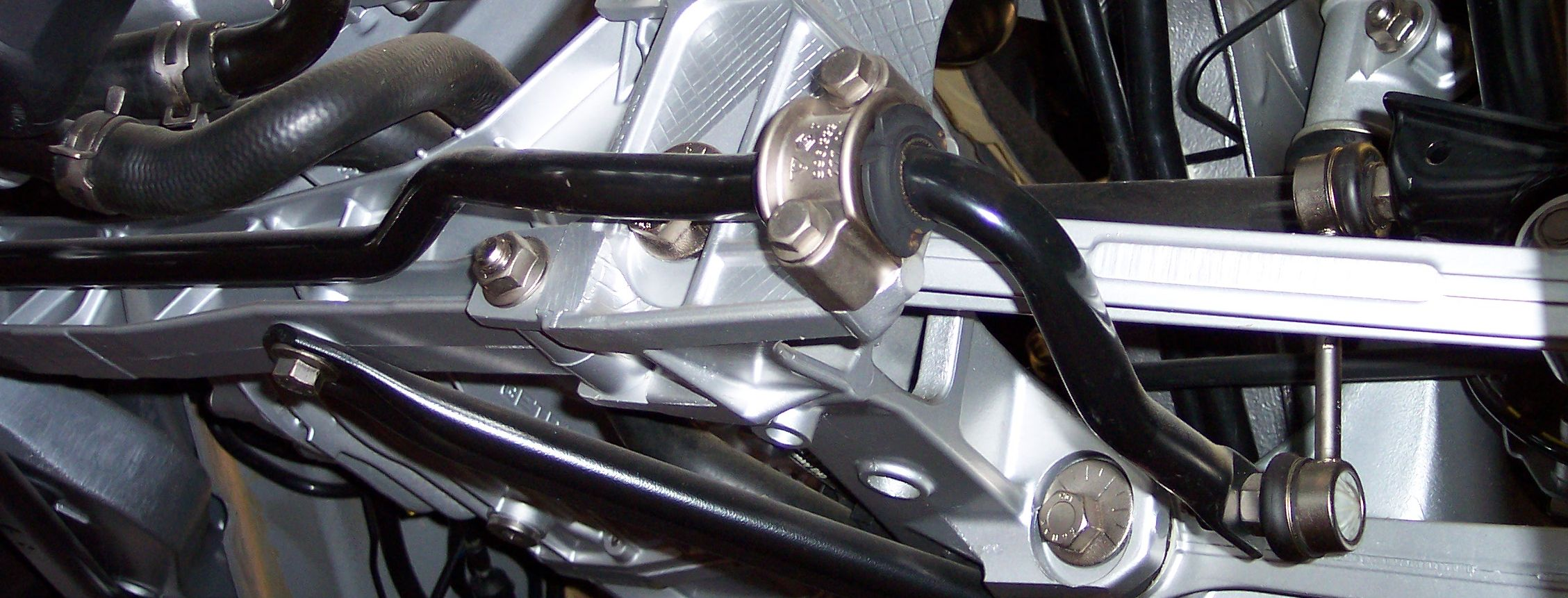
Стабілізатор поперечної стійкості Porsche 996 Carrera

Стабілізатор поперечної стійкості по суті є торсіоном і призначений для створення опору зусиллям, що спричиняють крен автомобіля. Стабілізатор кріпиться своїм кінцем у вузлі маточини колеса,  проходить у напрямі руху до шарнірного вузла кріплення до кузова, а далі, у поперечному напрямі до протилежного борта автомобіля, де кріпиться своїм другим кінцем дзеркально до першого. Відрізки торсіона, що є паралельними до напряму руху, працюють як важелі при роботі підвіски у вертикальному напрямі. Таке кріплення торсіона дозволяє створювати зусилля, що протидіють появі різниці ходів підвіски, тобто крену і не створює зусилля при однаковому ході підвіски з обох сторін автомобіля.

### Торсіонна підвіска

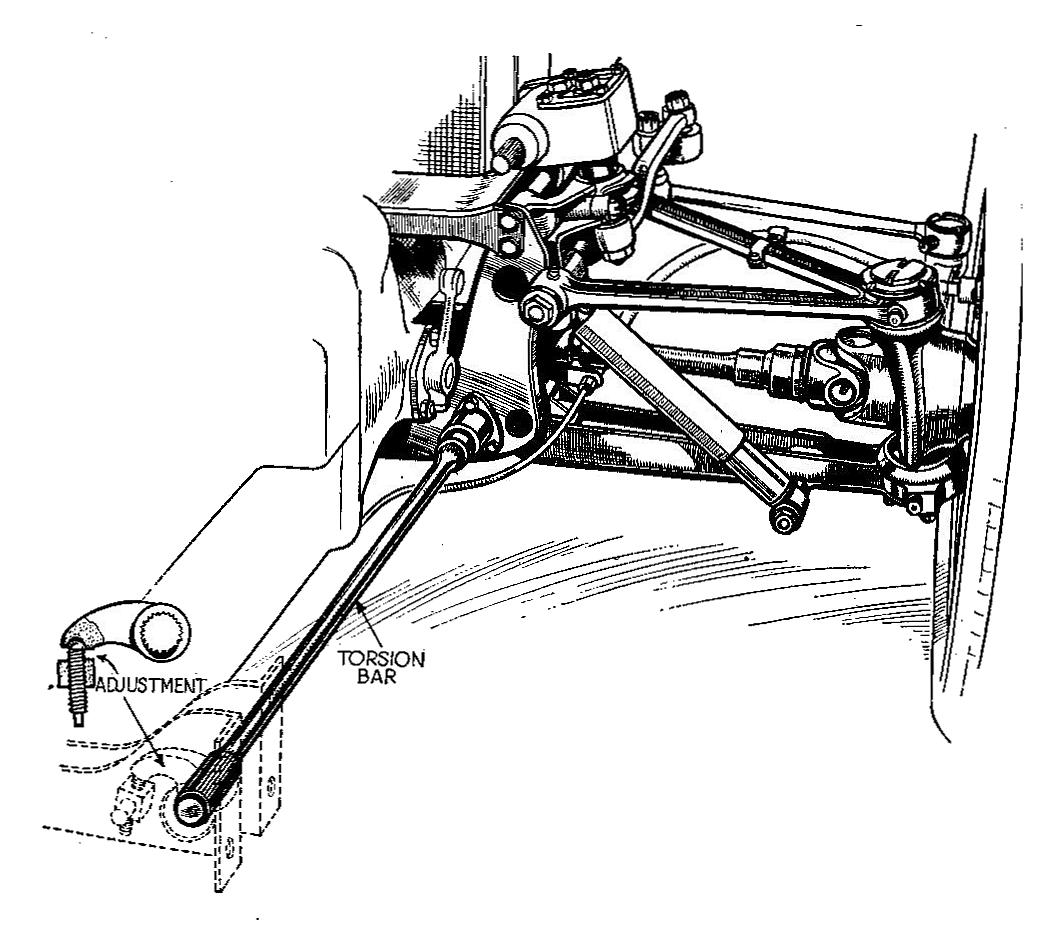
Підвіска на поздовжніх торсіонах. Citroen (1935)

Перше застосування торсіонної підвіски відбулось у 1934 році на автомобілях Citroën Traction Avant. Чехословацькі автомобілі Tatra за проектом австрійського професора Ганса Ледвінка (Hans Ledwinka) в середині 1930-х років разом з повітряним охолодженням двигунів, розташованих у задньому відсіку кузова, використовували незалежну торсіонну підвіску.
Торсіони у підвісках можуть розташовуватись як у поздовжньому (у цьому випадку вони слугують одночасно і осями, зазвичай нижніми, поперечних важелів у паралелограмній підвісці,), так і у поперечному (у цьому випадку кожен з них може працювати як стабілізатор поперечної стійкості, з тією різницею, що торсіон з одного кінця кріпиться нерухомо, і жорстко пов'язується з кузовом чи рамою автомобіля.

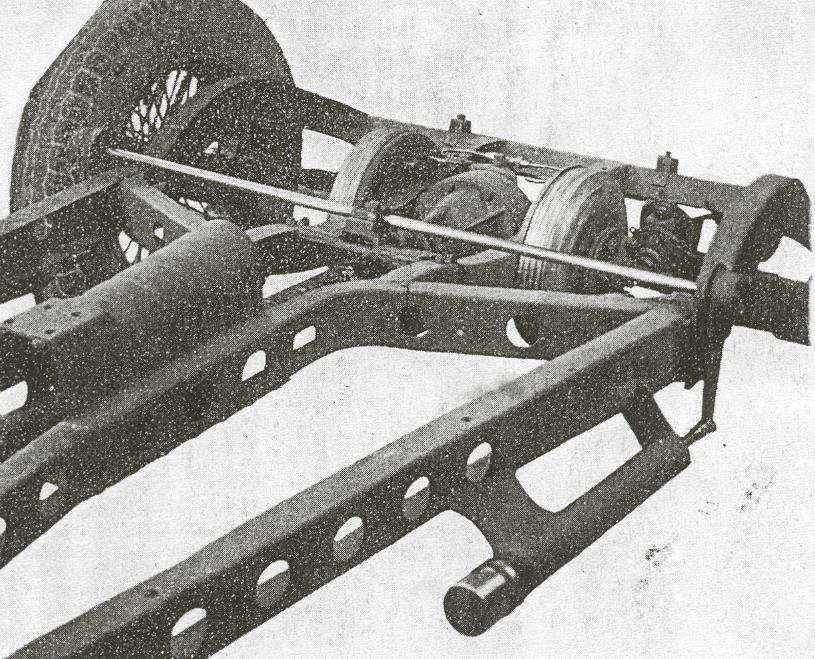
Поперечно розташована закріплена на рамі торсіонна балка спортивного автомобіля 1940-их років

#### Підвіски з поперечним розташуванням торсіонів
Торсіони набули досить значного поширення на малолітражних автомобілях 1950-х та 1960-х років завдяки компактності та відносній простоті виготовлення. Зазвичай, на них торсіонні балки розташовувались упоперек і одним кінцем жорстко кріпились до рами а до протилежних кінців кріпились поздовжні коливні важелі, що сполучені з колесом безпосередньо або з поворотним кулаком за допомогою шкворневого вузла чи сферичних (кульових) шарнірних опор.
Такого ж типу підвіска встановлювалась на усіх моделях автомобілів «Запорожець», ЛуАЗ. і у мотоколясці С-3Д. Використовувались дві торсіонні балки квадратного перерізу, поміщені у сталеві труби, що розташовані одна над одною, до кінців яких кріпились поздовжні важелі підвіски. Цей тип підвіски було розроблено німецьким інженером Фердинандом Порше і вперше використано на автомобілях «Фольксваген Жук» та ранніх моделях автомобілів марки «Porsche».
Головною перевагою такої підвіски є більша компактність в поздовжньому і вертикальному напрямках. Крім того, поперечка підвіски розташована далеко попереду осі передніх коліс, завдяки чому з'являється можливість сильно винести салон вперед, розмістивши ноги водія і переднього пасажира між арками передніх коліс, що дозволяло істотно скоротити довжину автомобіля із задньомоторним компонуванням. При цьому однак, розташований спереду багажник виявлявся досить скромним за об'ємом, саме з цих причин.
З точки зору кінематики ця підвіска не є досконалою: в ній відбуваються хоч і менші в порівнянні з одинарними подовжніми важелями, але все ж суттєві, зміни колісної бази при ходах відбою і стиснення, і так само присутня сильна зміна розвалу коліс при кренах кузова. До цього слід додати, що важелі в ній повинні сприймати великі згинальні і крутильні навантаження з боку як вертикальних, так і бічних сил, що змушує робити їх досить масивними.

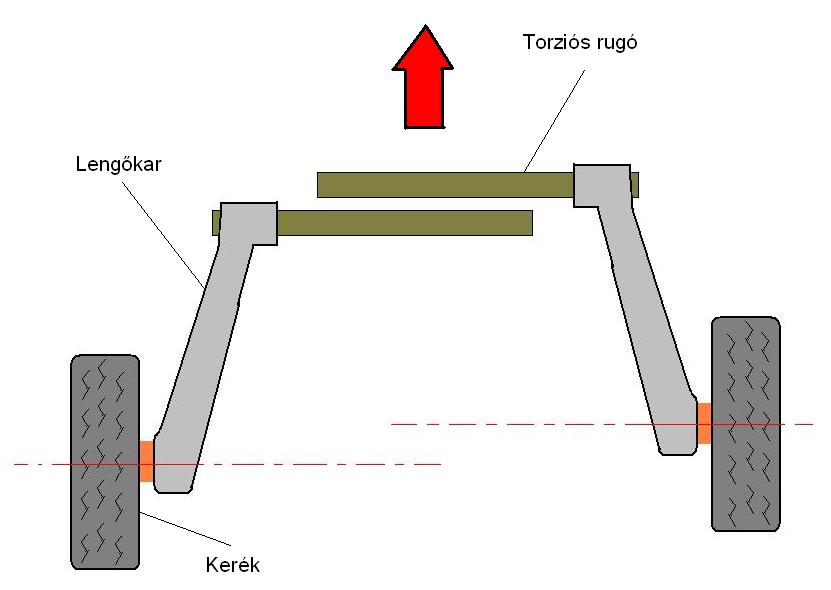
Розташування торсіонів задньої підвіски легкових автомобілів Renault 1960-х — 90-х у горизонтальній площині

Схожу конструкцію мала і задня підвіска на багатьох автомобілях французького виробництва, приклади — Renault 4, Renault 5, Renault 16 , Renault 19 та ін.; ці моделі цікаві тим, що через використання двох (по одному на борт) торсіонів у них різна колісна база справа і зліва (див. рис.). Цей варіант підвіски був поширений у Франції до 1980-х і навіть 1990-х років завдяки можливості зробити гладке днище між важелями, що є важливим для автомобілів з кузовами типу «хетчбек» чи «універсал».
Крім того, на деяких автомобіля концерну Крайслер використовувався і тип підвіски, в якому в парі з подвійними поперечними важелями використовувалися поперечні торсіони, що дозволяло домогтися більшої компактності, по своєму розташуванню і принципом роботи вони були частково подібні до половини стабілізатора поперечної стійкості в звичайній підвісці, з одним з кінців прикріпленим до нижнього важеля підвіски, а другим — нерухомо закріпленим на рамі або підрамнику кузова.

#### Підвіски з поздовжнім розташуванням торсіонів
Підвіски з поздовжнім розташуванням торс іонів  знайшли використання на багатьох автомобілях фірм Packard, Chrysler, Renault та Fiat з початку п'ятдесятих років, радянських легковиків ЗІЛ та деяких моделях французької фірми Simca, створених у співробітництві з «Крайслером». Характеризуються високою плавністю ходу, компактністю (що наприклад дозволило на «Сімці» розташувати між важелями приводи передніх коліс).
Підвіска з поздовжньо розташованими циліндричними торсіонами у передній підвісці, зазвичай, на порівняно великих і важких легкових автомобілях — таких, як «Imperial» (США, 1957-75), «Packard» 1955-56 років чи представницькі моделі ЗІЛ (−114, −117, 4104), а також і на порівняно компактних: «Fiat 130», «Renault 4», «Simca 1307», «Morris Marina», «Alfa Romeo» (Giulietta, GTV, 75).
Конструктивно такі підвіски відповідали звичайній підвісці на подвійних поперечних важелях, але замість пружин у ній використовувались торсіони, переважно сполучені з нижніми важелями, що одночасно відігравали роль їх осей («Renault 4», «Renault 5», «Renault 6», «Simca-Chrysler 1307/1308» вип. 1975 р.) або верхніми важелями (вантажний «Daimler-Benz L206/L307»), що було можливим при високому розташуванні лонжеронів у передній частині рами.

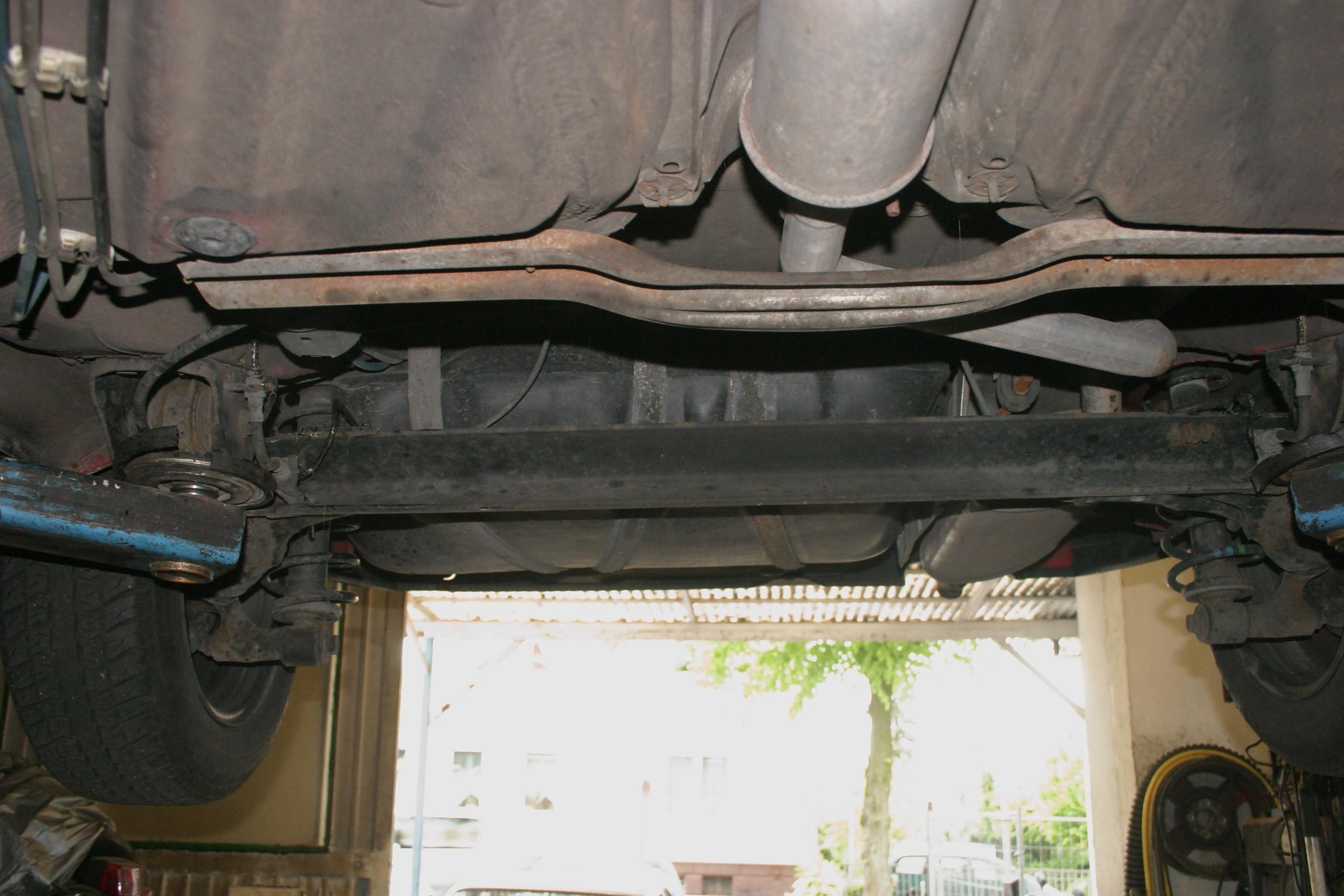
Торсіонна балка напівзалежної підвіски підвіски

У порівнянні з пружинною, торсіонна підвіска цього типу дозволяла досягнути вищої плавності ходу і керованості.
На автомобілях «Packard» спеціальні електроприводи змінювали кут закручування торсіонів, що дозволило задовго до появи гідропневматичних і пневматичних підвісок «на ходу» регулювати дорожній просвіт — для тих років це була прогресивна ідея, але вона не набула поширення через низьку надійність роботи вузла.
При тривалій експлуатації підвісок з поздовжніми торсіонами був виявлений серйозний недолік такої конструкції, пов'язаний з уразливістю до корозії низько розташованих кріплень торсіонів.
На Fiat 130 і Porsche 911 поздовжні торсіони використовувались у підвісці типу «Макферсон».

### Торсіонно-важільна підвіска автомобіля (зі спряженими важелями)

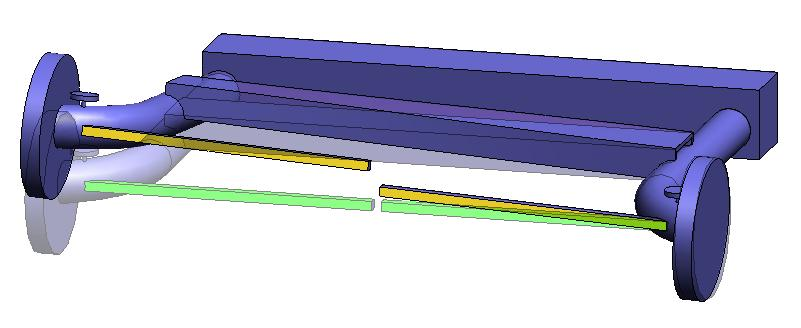
Принцип роботи торсіонно-важільної підвіски

Починаючи з 1974 року, поширення набув тип напівзалежної підвіски задніх коліс з двома поздовжніми важелями, сполученими торсіонною балкою. Була розроблена одночасно фірмами Audi («Audi-50») та Volkswagen («Sirocco», «Golf»), після чого знайшла застосування у бюджетних моделях у задніх підвісках передньоприводних автомобілів. Обидві конструкції мають поздовжні важелі, сполучені поперечиною. У першому випадку поперечина має U-подібний перетин а у другому — Т-подібний з податливістю до кручення і жорсткістю при згині у вертикальному і поздовжньому напрямах. Основним пружним елементами у цього типу підвіски були виті пружини, а не торсіон.

## Торсіони у підвісці бронетехніки

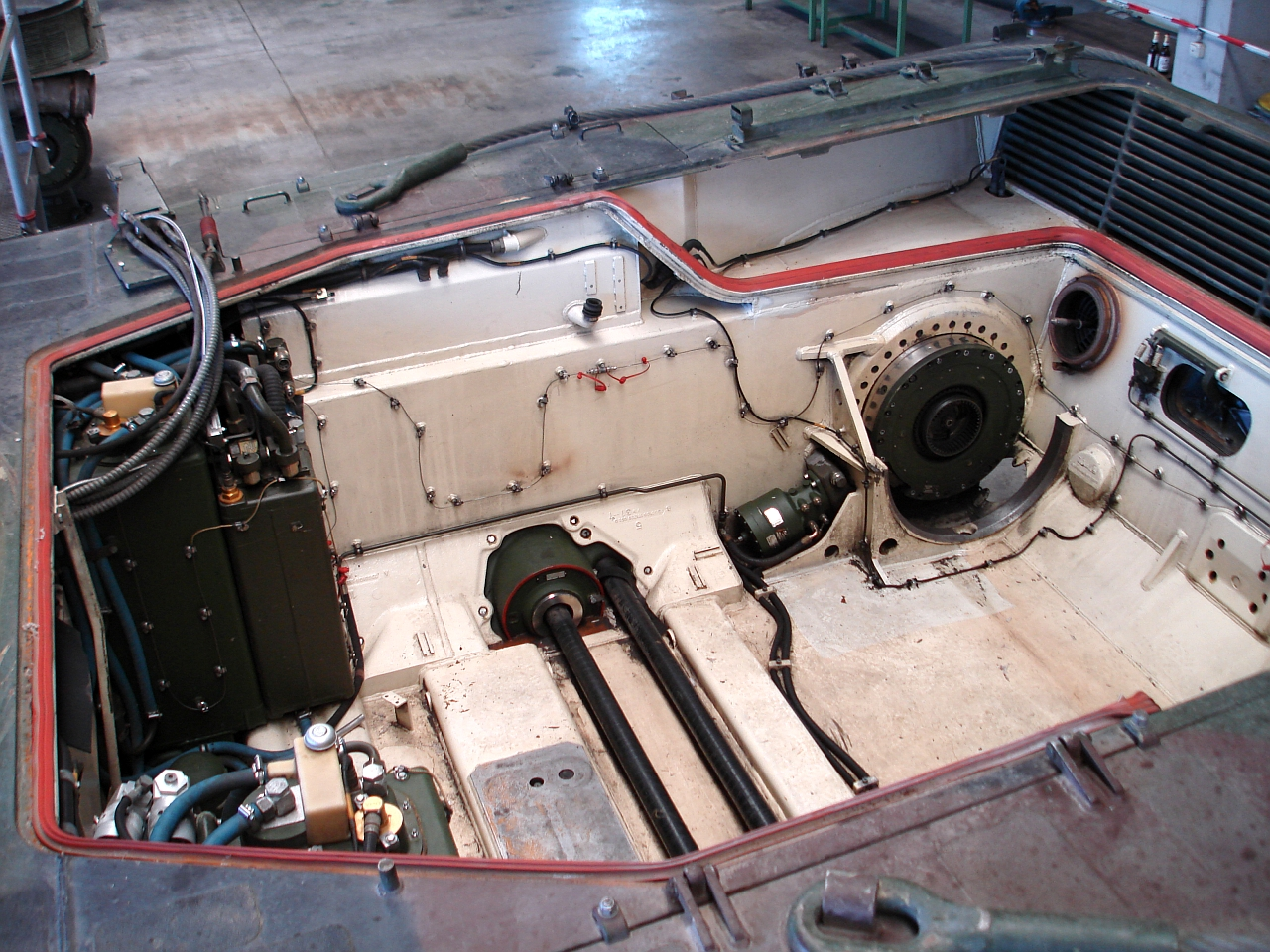
Торсіони підвіски танка Leopard 2

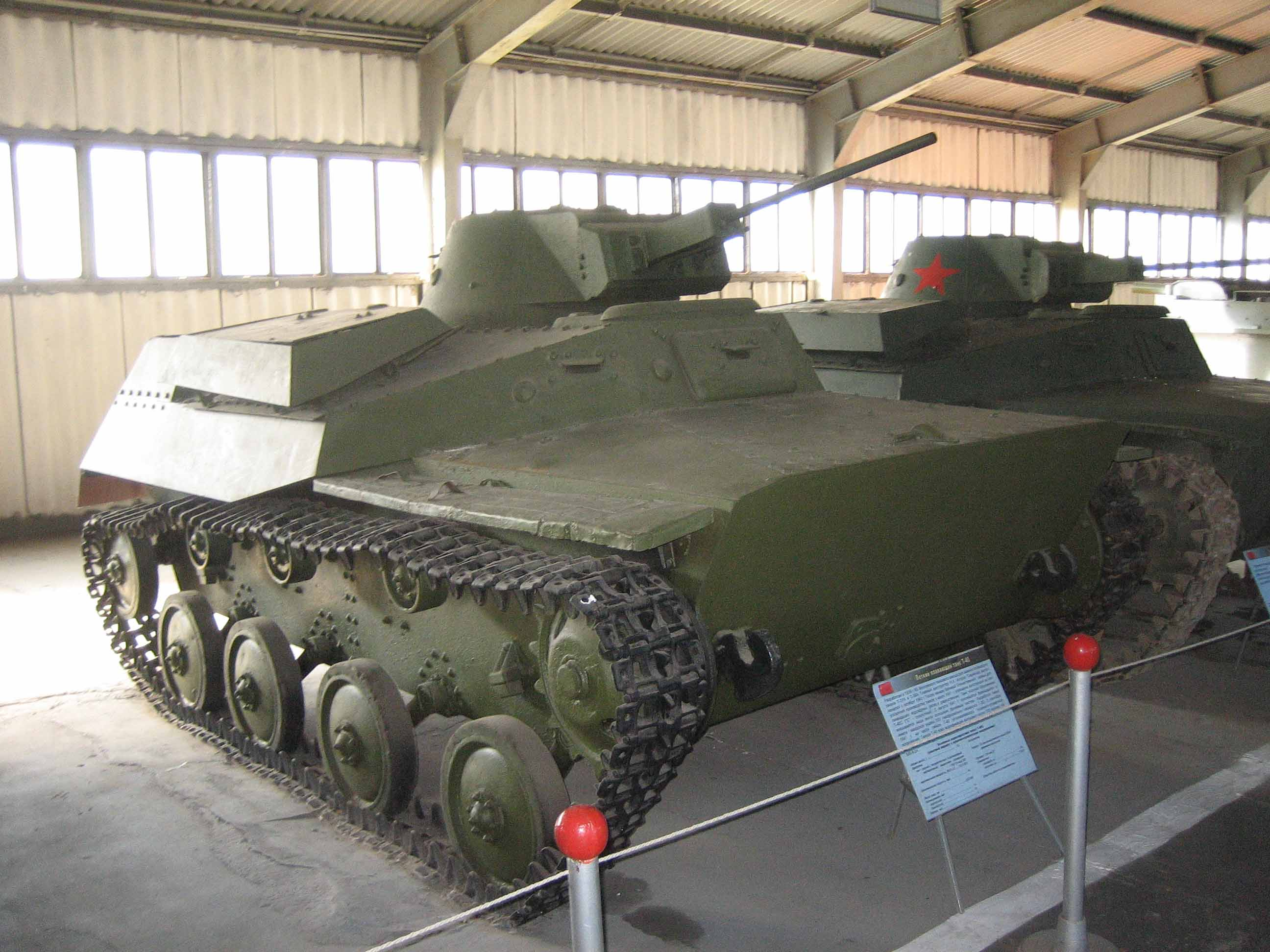
Ходова частина танка Т-40, де вперше (разом з важким танком КВ-1) у радянському танкобудуванні застосували індивідуальну торсіонну підвіску

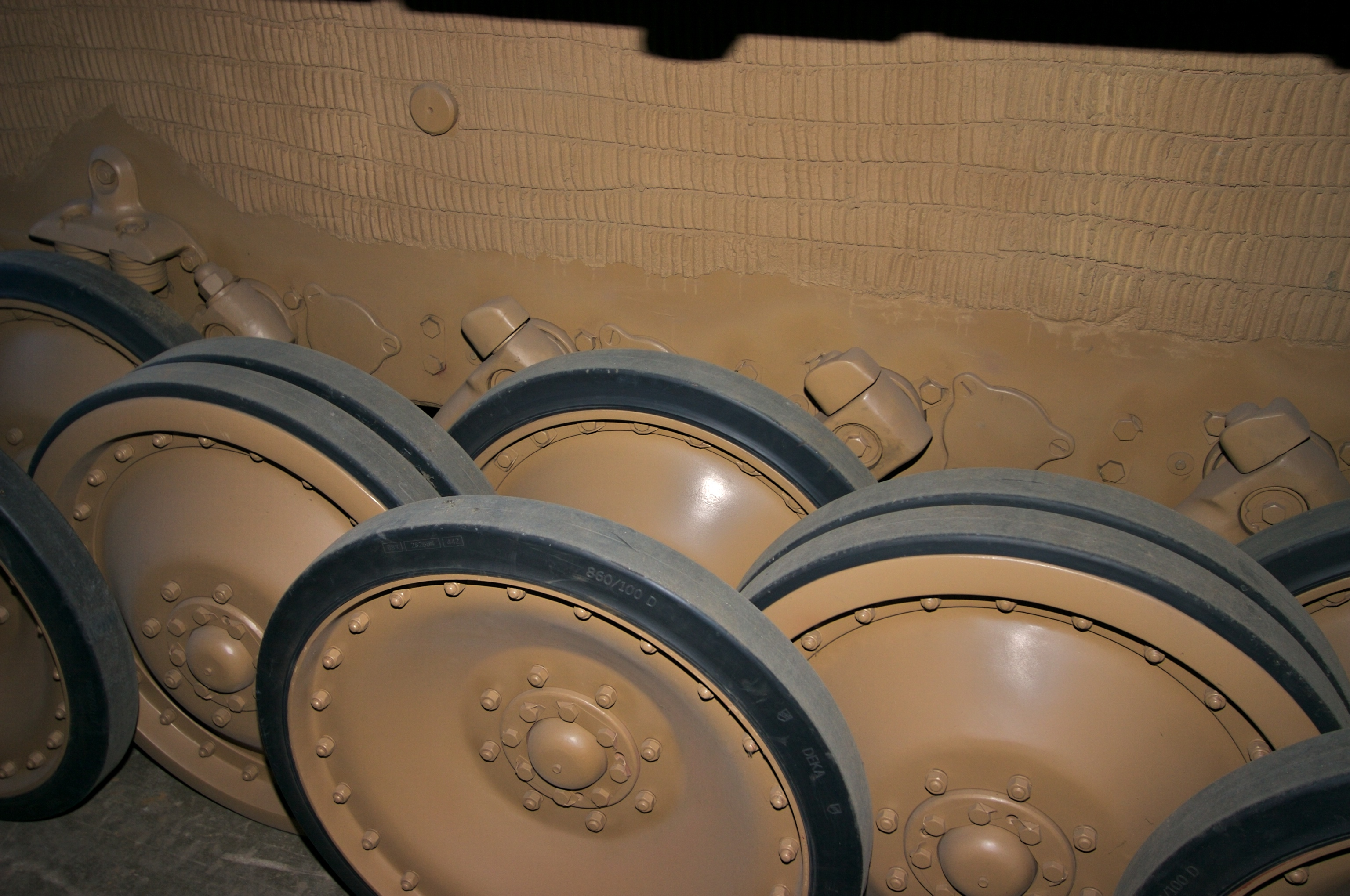
Підвіска Пантери із розташуванням коліс у шаховому порядку

Торсіони підвісок виготовляють, зазвичай, у вигляді суцільного або порожнистого круглого стрижня. Торсіони з іншим видом перерізу поширення у бронетехніці не набули.
Для сполучення торсіона з іншими деталями на його кінцях виконуються головки, як правило, зі шліцями трикутного, трапецієвидного і рідше прямокутного профілю. У танку Pz. V «Пантера» для кріплення застосовувались головки з лисками і клиноподібний болт.
Для забезпечення достатньої міцності, головки торсіона виконуються діаметром більшим за діаметр основного стрижня, при цьому d/D = 0,6…0,8 (d — діаметр робочої частини стрижня, D — внутрішній діаметр шліців).
Зручність монтажу забезпечується різним діаметром головок (внутрішня є меншою від зовнішньої), а також отвором з різзю для знімача на зовнішньому торці торсіона.
Для точнішого встановлення торсіона на потрібний кут закручування при його монтажі, а також при усуненні осадки торсіона внаслідок накопичення залишкової деформації, число зубів на головках виконують різним. У цьому випадку мінімальний кут перестановки можна визначити так:
де z2 і z1 — число зубів на головках торсіона.
Наприклад, мінімальний кут перестановки для торсіона танка Panzer III з числом зубів на головках 45 і 44 буде становити приблизно 0,18º; для торсіона танка Т-72 з числом зубів 52 і 48 — приблизно 0,58º. У випадку ж однакового числа зубів на головках, точне регулювання потрібного кута закручування торсіона практично неможлива. Так для танка L6/40 з числом зубів 40 на кожній головці кут перестановки торсіона становить 9º. Кріплення торсіонів, виконане по типу танка Pz.V «Пантера», взагалі виключає можливість регулювання підвіски у процесі експлуатації.

## Розрахункові залежності
Дотичні напруження {\displaystyle \tau _{r}}, що виникають в умовах кручення, визначаються за формулою:
{\displaystyle \tau _{r}={T\cdot r \over J_{0}}},
де r — відстань до осі кручення;
T — крутний момент;
J0 — геометричний полярний момент інерції.
Очевидно, що дотичні напруження досягають найбільшого значення на поверхні вала при {\displaystyle r_{max}=R} та при максимальному крутному моменту {\displaystyle T_{max}}, тобто
{\displaystyle \tau _{max}={T_{max}R \over J_{0}}={\frac {T_{max}}{W_{p}}}},
де Wp — полярний момент опору.
Це дає змогу записати умову міцності при крученні в такому вигляді:
{\displaystyle \tau _{max}={\frac {T_{max}}{W_{p}}}\leq [\tau ]}.
Використовуючи цю умову, можна або за відомими силовими факторами, що створюють крутний момент Т, знайти полярний момент опору і далі, залежно від тієї чи іншої форми, розміри перерізу, або навпаки — знаючи розміри перерізу, обчислити найбільшу величину крутного моменту, яку можна допустити в перерізі, що у свою чергу, дозволить знайти допустимі величини зовнішніх навантажень.

## Технологія виготовлення торсіонів для підвісок
Торсіони виготовляють з хромистих або хромо-кремнистих сталей із вмістом вуглецю 0,45-0,65%, хрому 1-1,5%, з додаванням ванадію, нікелю, молібдену та інших легуючих елементів. Легована сталь (45ХНМФА), що використовується для виготовлення торсіонів, має високу пружність та міцність в умовах втоми.
Термічне оброблення хромистих сталей складається зазвичай з гартування за температури 800–860 ºС з наступним відпуском за температури 400–500 ºС. Для підвищення міцності при втомі впадини шліців обробляють накочуванням роликами. Робоча поверхня стрижня піддається дробоструминній обробці або накочуванню роликами, що створює зміцнений поверхневий шар і значно підвищує міцність в умовах втоми.
Для підвищення динамічних властивостей, навантаження, що сприймається, і максимального кута закручення, торсіон піддають заневолюванню. Ця технологічна операція є останньою серед операцій механічної та термічної обробки. Операція заневолювання полягає в закрученні гарячого торсіона за межу його пружного стану та витримуванні в такому стані деякий час. При цьому в поверхневих шарах виникають пластичні деформації, а в серцевині - пружні. Після розвантаження торсіона серцевина, прагнучи звільнитися від напружень і повернутися в початковий стан, зазнає опору з боку пластично деформованого поверхневого шару. Залишкові напруги, отримані при заневолюванні, дозволяють підвищити робоче навантаження і кут закрутки торсіона в експлуатації. У деяких випадках, як це робиться для торсіонів Т-72, торсіон піддається подвійному заневолюванню.
Робоча закрутка заневолених торсіонів повинна збігатись з напрямом закрутки при заневоленні. Тому заневолені торсіони лівого і правого бортів не є взаємозамінними і відповідним чином маркуються (зазвичай на торці торсіона буквами «Л» чи «L» і «П» чи «R»). Для запобігання поломки торсіонів в результаті механічних пошкоджень або корозії робочої поверхні вала його після остаточної механічної і термічної обробки покривають спеціальним лаком, а іноді і прогумованою тканиною (M46) або ізоляційною стрічкою (Т-64, Т-72).